# Casacostanera
Casacostanera es un centro comercial ubicado en la comuna de Vitacura, en la ciudad de Santiago, Chile.

## Historia
Abrió sus puertas el 23 de octubre de 2015, y cuenta con un espacio de 28 mil metros cuadrados, cien tiendas, tres niveles de estacionamientos, salas de cine, cafeterías y restaurantes.
Emplazado en la Avenida Nueva Costanera, su diseño comprende una calle abierta y arbolada que conecta con el barrio. El edificio cuenta con cinco niveles, los tres primeros destinados a tiendas, y los dos últimos a ofertas gastronómicas.
El 28 de agosto de 2021 VivoCorp, uno de los dueños del inmueble, anunció que la compañía de seguros Consorcio compró la propiedad.